# NGC 2867
NGC 2867 (také známá jako Caldwell 90) je planetární mlhovina v souhvězdí Lodního kýlu. Objevil ji anglický astronom John Herschel 1. dubna 1834. Nejprve si myslel, že se jedná o novou planetu, ale tuto možnost nakonec zavrhl, protože s časem vůbec neměnila svou polohu.
Stáří mlhoviny se odhaduje na méně než 2 750 let. Na obloze se nachází 1 stupeň severovýchodně od hvězdy Aspidiske (ι Carinae).
Centrální hvězda je Wolfova–Rayetova hvězda
s povrchovou teplotou kolem 145 000 K.
Ultrafialové spektrum mlhoviny získané pomocí kosmické observatoře International Ultraviolet Explorer je jedno z nejsložitějších, které známe. Je velmi rozptýlené a bylo v něm rozpoznáno více než 80 znaků. U objevených čar OVIII se předpokládá, že k svému vzniku potřebují korónu nebo hvězdný vítr, ale nebyl zde nalezen příslušný profil P Cygni, který je typický svou rozšiřující se plynnou obálkou nebo silným hvězdným větrem.